# 教学局
教学局（きょうがくきょく）は、戦前期の文部省の外局、のち内部部局の一つ。

## 概要
1935年（昭和10年）11月18日、教学の刷新振興を図る目的で教学刷新評議会が設置された。1937年（昭和12年）7月21日、同会の答申に基づいて文部省の外局として教学局が設置された。局内には企画部（企画課・思想課）・指導部（指導課・普及課）・庶務課が置かれ、教学刷新振興策の企画・調査、図書・冊子の編纂や刊行・頒布、図書の調査、学校や社会教育団体の思想情報の収集ならびに指導・監督、教職員の再教育、文化講義などを所掌した。
1942年（昭和17年）11月1日、行政簡素化に伴う文部省官制の改正に際して内局に編入され、企画課・思想課・指導課の三課体制となった。1943年（昭和18年）11月、官制改正により図書局および教化局を廃止し、教学局で国語の調査や宗教行政、文化行政、社会教育関係も所管することとなり、局内に教学課・思想課・国語課・宗教課・文化課が置かれた。
1945年（昭和20年）10月、教学局は改編されて社会教育局となった。

## 歴代局長
教学局長官
- 菊池豊三郎：1937年7月21日 - 1939年4月17日
- 小林光政：1939年4月17日 - 1940年1月27日
- 菊池豊三郎：1940年1月27日[8] - 1940年7月29日[9]
- （事務取扱）菊池豊三郎：1940年7月29日[10] - 1940年8月13日[11]
- 藤野恵：1940年8月13日 - 1942年10月30日（内局に編入）

文部省教学局長
- 近藤寿治：1942年11月1日 - 1945年6月13日
- 朝比奈策太郎：1945年6月13日 - 1945年10月15日（社会教育局に改編）